# 윌리엄 골드먼

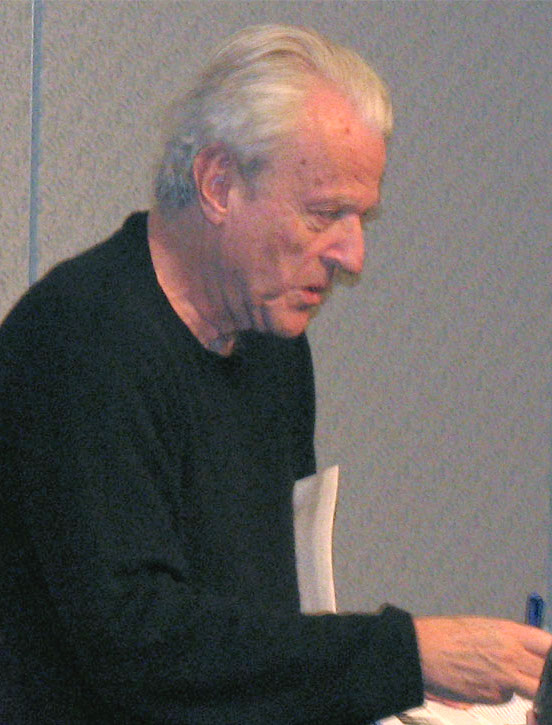
윌리엄 골드먼

윌리엄 골드먼(William Goldman, 1931년 8월 12일 ~ 2018년 11월 16일)은 미국의 소설가이다.